# Den sjunde vågen
Den sjunde vågen (со швед. — «Седьмая волна») — второй студийный альбом шведской певицы и автора песен Мари Фредрикссон, первоначально выпущенный 17 февраля 1986 года на LP и компакт-кассете лейблом «EMI Sweden», а затем на CD 29 октября 1986 года. Альбом имел коммерческий успех, достигнув шестой позиции и проведя почти три месяца в шведском чарте альбомов. До выхода альбома были выпущены два сингла на песни «Den bästa dagen» и «Silver i din hand»: би-сайды с этих синглов позже были выпущены в качестве бонус-треков в переиздании оригинального альбома на CD.
Альбом был ремастерирован и переиздан в составк 24-битного HDCD-бокс-сета Фредрикссон Kärlekens guld (2002). В это издание вошла ранее не издававшаяся запись песни Фредрикссон «Det finns så mycket man inte känner till» в качестве бонус-трека, версия которой изначально была выпущена в качестве сингла в 1988 году шведской поп-певицей Анной Бук.

## История и запись альбома
Мари Фредрикссон и её тогдашний бойфренд, музыкальный продюсер Ларс-Йоран «Лассе» Линдбом, написали большинство песен, вошедших в Den sjunde vågen во время отпуска на Канарских островах летом 1985 года. Во время отпуска Фредрикссон закончила читать автобиографический роман Анри Шарьера «Мотылёк», сюжет которого вдохновил её на название альбома; в книге описывается, как Шарьер заметил, что волны «приходят серией по семь — последняя самая большая и сильная». Пара вернулась в Швецию, чтобы записать альбом в студии EMI в Стокгольме в период с июня по сентябрь 1985 года. Альбом был записан преимущественно с новым составом музыкантов; многие из тех, кто принимал участие в её дебютном сольном альбоме 1984 года Het vind, также принимали участие в дебютном сольном альбоме Пера Гессле. В 1986 году Фредрикссон и Гессле сформировали поп-дуэт Roxette.

## Выпуск альбома и принятие критиками
Альбому предшествовал выпуск двух синглов в Швеции: «Den bästa dagen» 4 октября 1985 года и «Silver i din hand» 8 января 1986 года. Ни один из этих синглов не попал в чарты. Несмотря на это, альбом сразу же после выпуска имел коммерческий успех, проведя более трёх месяцев в шведском чарте альбомов, где он достиг шестой позиции на третьей неделе. После выпуска несколько шведских журналистов прокомментировали, что Den sjunde vågen был «просто ещё одним альбомом о разводе», поскольку Фредрикссон и Линдбом закончили свои романтические отношения на полпути к его записи. Однако Фредрикссон это отрицала, говоря, что только одна песня в альбоме, «När du såg på mej» («Когда ты посмотрела на меня»), в которой Линдбом был со-вокалистом, относится к распаду их отношений.
В поддержку пластинки Фредрикссон отправилась в свой второй сольный тур, который начался 28 февраля 1986 года и изначально его завершение планировалось 30 апреля. В конечном итоге тур был продлён до конца мая из-за высоких продаж билетов. В ходе тура две песни из альбома — заглавный трек и «Mot okända hav» («К неизведанным морям») — вошли в десятку лучших хитов «Svensktoppen», шведского чарта песен, транслируемых по радио. В июле Фредрикссон была приглашённым исполнителем на первом издании «Badrock Tour». Этот двухнедельный фестиваль был основан бывшим вокалистом группы Blue Swede Бьёрном Скифсом и проходил в руинах замка Боргхольм на шведском острове Эланд в Балтийском море. Дебютный студийный альбом Roxette Pearls of Passion был выпущен 31 октября 1986 года. Двумя днями ранее Den sjunde vågen был впервые выпущен на CD, это издание включало в качестве бонус-треков би-сайды из двух коммерческих синглов, выпущенных до релиза самого альбома. Успех альбома в её родной стране привёл к тому, что Фредрикссон выиграла свою первую премию Rockbjörnen в 1986 году в номинации «Лучшая шведская исполнительница». За свою карьеру она выигрывала эту награду в общей сложности четыре раза: больше, чем любой другой артист в истории премии.

## Форматы выпуска и список композиций
Все песни написаны Мари Фредрикссон и Лассе Линдбомом, если не указано иное.
| №  | Название                                | Автор(ы)        | Длительность |
| -- | --------------------------------------- | --------------- | ------------ |
| 1. | «Värdighet»                             |                 | 3:51         |
| 2. | «För dom som älskar»                    | Ульф Лунделль   | 6:11         |
| 3. | «Silver i din hand»                     |                 | 3:14         |
| 4. | «När du såg på mej» (с Лассе Линдбомом) |                 | 4:55         |
| 5. | «Mot okända hav»                        | Ульф Шагерстрём | 3:54         |

| №                   | Название            | Автор(ы)                              | Длительность |
| ------------------- | ------------------- | ------------------------------------- | ------------ |
| 6.                  | «Den bästa dagen»   | Фредрикссон Линдбом Никлас Стрёмстедт | 5:12         |
| 7.                  | «Tro på mej»        |                                       | 3:42         |
| 8.                  | «En känsla av regn» | Линдбом Стрёмстедт                    | 4:02         |
| 9.                  | «Den sjunde vågen»  |                                       | 6:06         |
| 10.                 | «Ett hus vid havet» |                                       | 1:43         |
| Общая длительность: | Общая длительность: | Общая длительность:                   | 42:50        |

| №                   | Название            | Автор(ы)            | Длительность |
| ------------------- | ------------------- | ------------------- | ------------ |
| 11.                 | «Helig man»         |                     | 4:03         |
| 12.                 | «Skyll på mej»      | Пер Андерссон       | 4:58         |
| Общая длительность: | Общая длительность: | Общая длительность: | 52:08        |

| №                   | Название                                   | Длительность |
| ------------------- | ------------------------------------------ | ------------ |
| 13.                 | «Det finns så mycket man inte känner till» | 3:32         |
| Общая длительность: | Общая длительность:                        | 55:40        |

## Участники записи
Список ниже приведён по данным буклета к альбому Den sjunde vågen.
Музыканты
- Мари Фредрикссон — вокал и блокфлейта
- Per Andersson — бэк-вокал, синтезатор и ударные
- Staffan Astner — гитары
- Richard «Ricky» Johansson — бас-гитара и электрический контрабас
- Leif Larson — фортепиано, клавишные и синтезатор
- Lars-Göran «Lasse» Lindbom — ведущий вокал (трек 4), бэк-вокал, акустическая гитара, инженер звукозаписи и продюсер

Дополнительные музыканты
- Marianne Flynner[англ.] — бэк-вокал (трек 6)
- Henrik Janson[англ.] — гитара и синтезатор (трек 7)
- Jan «Nane» Kvillsäter — электрогитара (track 1) и акустические гитары (трек 9)
- Tove Naess — бэк-вокал (трек 6)
- Tommy Nilsson — бэк-вокал (трек 6)
- Микаэл Рикфорс — бэк-вокал (трек 6)
- Reg Ward — саксофон (трек 2)
- Basse Wickman — бэк-вокал (трек 6)

Технический персонал
- Кьелл Андерссон — дизайн обложки
- Калле Бенгтссон — фотография
- Бьёрн Бострём — инженер звукозаписи

## Чарты и сертификация
| Чарты (1986)               | Высшая позиция |
| -------------------------- | -------------- |
| Швеция (Sverigetopplistan) | 6              |

| Регион                                                      | Сертификация | Продажи  |
| ----------------------------------------------------------- | ------------ | -------- |
| Швеция (GLF)                                                | Платиновый   | 100 000^ |
| ^ Данные о тиражах приведены только на основе сертификации. |              |          |

## История релизов
| Регион | Дата            | Формат                                             | Лейбл           | № по каталогу                  | Прим. |
| ------ | --------------- | -------------------------------------------------- | --------------- | ------------------------------ | ----- |
| Швеция | 17 февраля 1986 | LP Кассета                                         | EMI             | 1361961 (LP) 1361964 (кассета) | [ 1 ] |
| Швеция | 29 октября 1986 | CD                                                 | EMI             | CDP-7463052                    | [ 1 ] |
| Швеция | июнь 2002       | Ремастированый 24-bit HDCD бокс-сет Kärlekens guld | Capitol Records | 7243 5 40199-2 0               | [ 1 ] |
| Швеция | 5 марта 2003    | CD                                                 | Capitol Records | 7243 5 39869-2 6               | [ 1 ] |